# Gouvernement de stabilité nationale
depuis 2022
- Territoire contrôlé par la Armée nationale libyenne, le Gouvernement de stabilité nationale et ses alliés
- Territoire contrôlé par le Gouvernement d'unité nationale et ses alliés
- Territoire contrôlé par les milices locales

Entités précédentes :
- Gouvernement de Tobrouk (2021)
- Jamahiriya arabe libyenne (2011)

Le Gouvernement de stabilité nationale (GNS) est une administration locale et un gouvernement parallèle qui contrôle l'est de la Libye, principalement la Cyrénaïque, formé le 3 mars 2022.
Il est dirigé par Oussama Hammad depuis 2023 et soutenu par la Chambre des représentants de Benghazi et l'Armée nationale libyenne du maréchal Khalifa Haftar. Depuis sa création, le gouvernement revendique le pouvoir sur la Libye, en concurrence avec le Gouvernement d'unité nationale (GUN) basé à Tripoli et dirigé par Abdel Hamid Dbeibah, le Forum de dialogue politique libyen (LPDF) coordonnant l'accord de cessez-le-feu.
Le Gouvernement de stabilité nationale est un gouvernement civil nominal qui contrôle l'est de la Libye. Toutefois, le contrôle de facto de cette région est assuré par l'Armée nationale libyenne et son commandant Khalifa Haftar, qui contrôle le gouvernement et la région par le biais d'une dictature militaire.

Depuis mai 2025, l'Organisation des Nations unies reconnaît le Gouvernement d'unité nationale dirigé par le premier ministre Abdul Hamid Dbeibeh comme le gouvernement légitime de la Libye.
État de Libye
Dbeibah Hammad

## Historique

### Gouvernement Bachagha (2022–2023)
Candidat au poste de Premier ministre, Fathi Bachagha est élu le 10 février 2022 par le Parlement. Abdel Hamid Dbeibah, qui occupe alors la fonction, refuse cependant de quitter le pouvoir, estimant que son mandat court jusqu'en juin 2022 et qu'il ne transférera le pouvoir qu'à un exécutif élu. Bachagha reçoit le soutien de l'Armée nationale libyenne de Khalifa Haftar tandis que Dbeibah demeure reconnu par l'ONU.
Disposant de deux semaines pour former son gouvernement, il obtient la confiance de la Chambre des représentants le 1er mars mais Dbeibah refuse de lui céder le pouvoir, estimant que le quorum n'a pas été atteint et que des fraudes ont eu lieu. Il prête serment le 3 mars, mais deux ministres sont absents, celui de la Culture et celui des Affaires étrangères, qui ont été enlevés.
Le 17 mai, il tente un coup de force en entrant dans la capitale. De nouveaux affrontements éclatent alors entre milices rivales et après plusieurs heures d'échange de tirs, Fathi Bachagha annonce avoir « quitté Tripoli pour préserver la sécurité (...) des citoyens ». Il se replie alors sur Syrte.

### Gouvernement Hammad (2023–)
État de Libye
Bachagha 
Le 16 mai 2023, Fathi Bachagha est remplacé par Oussama Hammad à la tête du gouvernement soutenu par la Chambre des représentants.

## Composition
La composition est la suivante :
| Portefeuille                                                          | Ministre                               |
| --------------------------------------------------------------------- | -------------------------------------- |
| Premier ministre                                                      | Fathi Bachagha                         |
| Vice-Premier ministre                                                 | Ali Faraj Ibrahim Al-Qatrani           |
| Vice-Premier ministre                                                 | Salem Matouq Mohammed Al-Zadma         |
| Vice-Premier ministre                                                 | Khaled Ali Mohammed Al-Usta            |
| Ministre des Affaires étrangères et Coopération internationale        | Hafez Abdul Hamid Qaddour              |
| Ministre de la Défense                                                | Ahmed Hamad Ali Houma                  |
| Ministre de la Justice                                                | Khaled Masoud Abd Rabbo                |
| Ministre de l'Intérieur                                               | Issam Mohamed Bouzriba                 |
| Ministre de la Planification et des Finances                          | Oussama Hammad                         |
| Ministre de la Santé                                                  | Othman Abdul Jalil Muhammad            |
| Ministre de l'Éducation                                               | Juma Khalifa Mohammed Al-Jadeed        |
| Ministre de l'Administration locale                                   | Sami Ali Al-Dawi                       |
| Ministre des Affaires sociales                                        | Mabrouk Mohammed Ghaith Al-Tahir       |
| Ministre des Transports                                               | Abdul Hakim Muhammad Al-Ghaziwi        |
| Ministre des Ressources en eau                                        | Muhammad Abdul Karim Doma              |
| Ministre de la Richesse marine                                        | Ali Milad bin Younis                   |
| Ministre de la Culture                                                | Saliha Al-Tumi Bashir Al-Zarouk        |
| Ministre de l'Enseignement supérieur et de la Recherche scientifique  | Ashour Omar Issa Omar                  |
| Ministre de l'Enseignement technique                                  | Faraj Khalil Salem                     |
| Ministre du Travail et de la Réhabilitation                           | Abdullah Al-Sharif Arhuma              |
| Ministre de l'Aviation civile                                         | Hesham Abdullah Abu Shakiwat           |
| Ministre de l'Électricité et des Énergies renouvelables               | Awad Ighniwa Al-Badri                  |
| Ministre des Communications et des Technologies de l'information      | Salem Abdullah Mohammed Al-Naji        |
| Ministre de l'Agriculture et de la Richesse animale                   | Younis Salem Hassan Hassan Al-Arafi    |
| Ministre de l'Industrie et des Minéraux                               | Amhamed Abdelkader Al-Saeedi           |
| Ministre de l'Économie et du Commerce                                 | Gamal Salem Shaaban                    |
| Ministre des Travaux publics                                          | Nasr Sharh Al-Bal Muhammad             |
| Ministre de l'Investissement                                          | Al-Saeed Mohammed Al-Madani Al-Hadhiri |
| Ministre du Tourisme et des Antiquités                                | Ali Qalma Muhammad                     |
| Ministre de la Fonction publique                                      | Mahmoud Abu Bakr Bounaama              |
| Ministre des Sports                                                   | Abdul Salam Abdullah Ghuwaila          |
| Ministre de la Jeunesse                                               | Al-Mahdi Shuaib Muhammad Attiyat Allah |
| Ministre de l'Environnement                                           | Mohamed Abdel Hafeez Zayed             |
| Ministre d'État chargé des affaires du Premier ministre et du Cabinet | Mohamed Ahmed Farhat                   |
| Ministre d'État aux Affaires législatives                             | Mohammed Suleiman Abu Zaqia            |
| Ministre d'État chargée des affaires féminines                        | Intisar Issa Salem Abboud              |
| Ministre d'État chargé des affaires de communication                  | Khaled Ahmed Ali Al-Saadawi            |
| Ministre d'État chargé de l'immigration clandestine                   | Fathi Muhammad Musa al-Tabawi          |
| Ministre d'État chargé des personnes déplacées et disparues           | Ali Abu Bakr Qaddour                   |